# 1988 na política

## Eventos
- 6 de abril: Início da formação do Mercosul por Brasil, Argentina e Uruguai.
- 2 de junho: A Assembleia Constituinte brasileira, aprova o mandato de cinco anos de Sarney.
- 22 de setembro: A nova Constituição brasileira é aprovada.
- 5 de Outubro: Promulgada a atual Constituição brasileira, também chamada Constituição Cidadã.
- 29 de Novembro - Brasil e Argentina assinam o Tratado de Integração, Cooperação e Desenvolvimento, que estipula um prazo para a criação de uma área de livre comércio entre os dois países.
- 2 de Dezembro - Benazir Bhutto toma posse como primeira-ministra do Paquistão para seu primeiro mandato. É a primeira mulher a ocupar este cargo em um estado muçulmano moderno.
- 13 de Dezembro
  - Lei 7687/1988 efetiva a Polícia Militar do Distrito Federal.
  - Mauritânia ratifica a Convenção Internacional sobre Eliminação de Discriminação Racial.
  - Promulgada no estado mexicano de Chiapas a Ley Orgánica del Poder Judicial.
- 20 de dezembro: Assinada Convenção das Nações Unidas contra o Tráfico Ilícito de Estupefacientes e Substâncias Psicotrópicas
- 22 de dezembro: O líder sindical seringalista, Chico Mendes, é assassinado a tiros na porta de sua casa, em Xapuri, Acre.

## Nascimentos
| Data | Nome | Profissão | Nacionalidade | Observações | Ref |
| ---- | ---- | --------- | ------------- | ----------- | --- |

## Mortes
| Data          | Nome                       | Profissão                                                                                | Nacionalidade | Observações | Ref |
| ------------- | -------------------------- | ---------------------------------------------------------------------------------------- | ------------- | ----------- | --- |
| 19 de janeiro | Renato de Medeiros Barbosa | jornalista e advogado e político                                                         | Brasil        | n. 1902     |     |
| 11 de junho   | Giuseppe Saragat           | político e quinto Presidente da República Italiana de 1964 a 1971                        | Itália        | n. 1898     |     |
| 23 de agosto  | Menotti Del Picchia        | poeta, jornalista, tabelião, advogado, político, romancista, cronista, pintor e ensaísta | Brasil        | n. 1892     |     |